# Sixte Louis Constant Ruffo de Bonneval
Sixte-Louis-Constance de Ruffo-Bonneval (de Roux-Bonneval puis de Ruffo-Bonneval, à la Révolution), né le 6 août 1742 à Aix-en-Provence et mort le 1er mars 1820 à Vienne, est un homme d'Église, évêque de Senez (1783-1784) et député aux États généraux de 1789, issu d'une famille de Provence qui a longtemps été connue sous le nom de Roux et qui donna plusieurs branches dont les deux principales sont les branches de seigneurs de Lamanon et celle de Beauvezet (éteinte), condamnée par défaut en 1710 et qui a toujours porté le nom de Roux.
Henri Jougla de Morenas la fait descendre la famille de Roux de la maison napolitaine des Ruffo de Calabre. Elle a été autorisée par ordonnances de 1814 et 1815 à substituer à son nom celui de Ruffo. 
Régis Valette écrit : anobli (maintenue) en 1732.
Sixte fut appelé l'Abbé de Bonneval, aussi pour le distinguer d'un de ses frères, Scipion, Monseigneur de Ruffo-Bonneval, ce dernier également nommé évêque de Senez. L'abbé de Bonneval a laissé la réputation d'un homme intègre, courageux et invariablement attaché ses devoirs .

## Biographie
Il fit ses études à Paris où à peine à dix-sept ans il devient chanoine du chapitre de Notre-Dame de Paris. Il fut ensuite nommé vicaire général de Mâcon et député aux assemblées du Clergé de 1765 et 1775. Il fut nommé en 1777 abbé de l'abbaye Saint-Léonard de Corbigny (dans le Nivernais), abbaye dont il entreprit l'imposante reconstruction et qu'il conservera jusqu'à la Révolution . En 1783, le roi Louis XVI le nomma évêque de Senez de 1783 à 1784, dignité qu'il refusa finalement. En 1788 il devint encore abbé et seigneur de l'abbaye de Honnecourt (diocèse de Cambrai). En 1789 il fut élu député du clergé aux États généraux par la ville de Paris. 
Toujours profondément attaché aux intérêts de l'Église et du clergé, il siégea au côté droit de la Constituante où il se fit remarquer entre autres pour dénoncer le Journal de Paris et pour demander le rappel à l'ordre de Robespierre. Il n'approuva pas la constitution civile du clergé et il signa la protestation du 15 septembre contre les actes de la Constituante. 
Durant la période révolutionnaire il n'eut de cesse de réagir à travers de nombreux écrits pleins de force en faveur des principes conservateurs de la société : parmi ses publications on peut lire son Opinion du 22 février 1790, sa Protestation du 27 septembre 1790, ses Remontrances au Roi par les bons Français (1791), ses Avis aux puissances de l'Europe (1792) ou encore ses Réflexions d'un ami des gouvernements et de l'obéissance (1793) . 
En cette période de grande insécurité, à l'instar des autres membres de sa famille l'abbé de Bonneval étant mis en danger par ses prises de position fut forcé d'émigrer. Il résida tout d'abord en Allemagne puis dans son pays d'origine, à Naples et à Rome. Enfin fixé en Bohême (Autriche), il fut nommé en 1808 chanoine de la cathédrale Saint-Étienne de Vienne. Il y mourut en 1820.